# ウラジロタデ
ウラジロタデ（裏白蓼、学名：Aconogonon weyrichii ）は、タデ科オンタデ属の多年草。高山植物。変種にオンタデがある。別名、ウラジロイタドリ、タカネウラジロイタドリ。

## 特徴
雌雄異株。地下に太い根茎があり、垂直に伸びる。茎は多少枝分かれして立ち、高さは30-100cmになり、茎に下向きの毛が密生する。葉は互生し、短い葉柄があり、葉身は長さ10-30cm、幅10-15cmになる長卵形から卵形で、先端は鋭くとがり、基部は広いくさび形か切形、縁は全縁で剛毛が密生する。葉の表面は深緑色で短毛が生え、裏面は白い綿毛におおわれ、和名の由来となる。葉柄の基部に長さ3-3.5cmになる托葉鞘があり、褐色の膜質で縦脈があり、毛が生える。
花期は6-10月。茎先に円錐花序をつけ、黄白色の小さい花を多数つける。萼は5深裂し、裂片は長さ2-3mmになり、花弁状になる。花弁は無い。花弁状の萼裂片は雌花より雄花のほうが細い。雄花には雄蕊が8個と退化した花柱が1個、雌花には花柱が3個ある。果実は長さ8-10mmの痩果で、広い3翼があり、果期にも残る萼片より長い。

## 分布と生育環境
日本では、北海道、本州中北部（八甲田山、岩木山、谷川岳、利根川源流部、日光、北アルプス中北部など）に分布し、亜高山帯から高山帯の砂礫地や岩礫地、崩壊地に生育する。しばしば渓谷の礫地にも生育する。世界では、千島列島、サハリンに分布する。

## 名前の由来
和名のウラジロタデは、「裏白蓼」の意で、葉の裏面に白色の綿毛が生え、裏面全体が白いことによる。種小名の weyrichii  は、ロシア人の植物採集者ウェイリッチ H. Weyrich (1828-1863)への献名。ウェイリッチは、1853年に日露和親条約締結のため来日したロシアの軍人エフィム・プチャーチンに同行し、長崎や五島列島を調査した。

## シノニム
- Persicaria weyrichii (F.Schmidt) H.Gross[6]
- Pleuropteropyrum weyrichii (F.Schmidt) H.Gross[7]
- Pleuropteropyrum weyrichii (F.Schmidt) H.Gross var. alpicola Koidz.[8]
- Polygonum weyrichii F.Schmidt[9]

## ギャラリー
- 茎先に円錐花序をつける。
- 葉裏に白色の綿毛が密生する。

## 下位分類
- オンタデ Aconogonon weyrichii (F.Schmidt) H.Hara var. alpinum (Maxim.) H.Hara[10] - 葉の裏面に白い綿毛がなく、裏面は緑色を呈する。「御蓼」で木曽の御嶽山に由来する[3]。

- オンタデ（鳥海山）
- 葉裏は白色の綿毛が無く、緑色。